# Frédéric Toublanc
Frédéric Toublanc (* 27. April 1963) ist ein französischer Comiczeichner.
Nach dem Kunststudium in Paris ging Toublanc unter anderem in die Werbung und machte sich als Illustrator selbständig. Für Gilles Chaillets Mittelalterserie Vasco zeichnete er den Zweiteiler Die schwarze Dame (2008) und Der weisse Tod (2009) sowie Das verfluchte Dorf (2012). Danach folgte der Wechsel zum Fliegercomic Tanguy und Laverdure, wo er die ersten zwei Drittel von Taïaut sur bandits (2015) nach einem Szenario von Jean-Claude Laidin fertigstellte.